# Duck Stab/Buster & Glen
Albums de The Residents
Fingerprince
(1976) Not Available
(1978)
Duck Stab/Buster & Glen est un album du collectif d'artistes américain The Residents sorti en 1978. Sa première face reprend le contenu de l'EP Duck Stab, sorti la même année, et la deuxième face inclut des titres qui auraient dû paraître sur un second EP, Buster & Glen, qui ne vit finalement jamais le jour.

## Titres

### Face 1
1. Constantinople – 2:24
2. Sinister Exaggerator – 3:28
3. The Booker Tease – 1:04
4. Blue Rosebuds – 3:08
5. Laughing Song – 2:13
6. Bach Is Dead – 1:11
7. Elvis and His Boss – 2:30

### Face 2
1. Lizard Lady – 1:53
2. Semolina – 2:48
3. Birthday Boy – 2:41
4. Weight Lifting Lula – 3:11
5. Krafty Cheese – 1:59
6. Hello Skinny – 2:41
7. The Electrocutioner – 3:20

## Musiciens
- The Residents
- Snakefinger
- Ruby : voix sur The Electrocutioner